# Radua Ashur
Radua Ashur (auch Radwa Ashour, arabisch رضوى عاشور, DMG Raḍwā ʿĀšūr; * 26. Mai 1946 in El-Manial, Kairo; † 30. November 2014 ebenda) war eine ägyptische Schriftstellerin und Professorin für Englische und Vergleichende Literaturwissenschaft an der Ain-Schams-Universität in Kairo. Ihre andalusische Roman-Trilogie Granada wurde vom Arabischen Schriftstellerverband zu den 105 besten arabischen Romanen des 20. Jahrhunderts gezählt.

## Leben
Radua Ashur wurde 1946 in eine literaturaffine Familie in Kairo geboren. Ihr Großvater Abdel Wahab Azzam war Diplomat und Literaturprofessor, ihr Vater Mustafa Ashur Anwalt und Literaturliebhaber und ihre Mutter Mai Azzam Dichterin und Künstlerin. Radua Ashur studierte in Kairo englische Literaturwissenschaft (B.A. 1967) und spezialisierte sich in Vergleichender Literaturwissenschaft (M.A. 1972). Für ihr Doktoratsstudium zog sie in die Vereinigten Staaten. 1975  promovierte sie in afroamerikanischer Literatur an der University of Massachusetts Amherst mit einer Dissertation über afroamerikanische kritische Schriften und die Suche nach einer Schwarzen Poetik. Sie war dort die erste Doktorandin im Fachgebiet Englische Literatur, die sich auf Schwarze amerikanische Literatur spezialisierte. 1986 wurde sie Professorin für Englische und Vergleichende Literaturwissenschaft an der Ain-Schams-Universität in Kairo, wo sie von 1990 bis 1993 Leiterin der Abteilung für Englische Sprache und Literatur war.
Radua Ashur schrieb Romane, Kurzgeschichten und Literaturkritiken. 1983 veröffentlichte sie ihr erstes Buch Die Reise: Memoiren einer ägyptischen Studentin in Amerika, zwei Jahre später folgte ihr erster Roman Ein warmer Stein (1985). Große Berühmtheit erlangte sie vor allem mit ihrer Granada-Trilogie (1994–95), einem historischen Roman, der den Aufstieg und Fall der arabischen Zivilisation in Spanien dokumentiert. 1993 erhielt sie dafür den Buchpreis der Buchmesse Kairo und 1995 den ersten Preis der ersten Buchmesse für arabische Autorinnen. Granada wurde vom Arabischen Schriftstellerverband unter die 105 besten arabischen Romane des 20. Jahrhunderts gewählt.
Ashur war nicht nur akademisch und schriftstellerisch, sondern auch politisch aktiv. Als der ägyptische Präsident Anwar Sadat für eine Normalisierung des israelisch-palästinensischen Konflikts eintrat, trug sie zur Gründung des Nationalkomitees gegen den Zionismus an ägyptischen Universitäten bei. Als die Regierung von Husni Mubarak in das akademische Leben eingriff, schloss sie sich der Gruppe vom 9. März an, die die Unabhängigkeit der ägyptischen Universitäten forderte.
Ashur war mit dem palästinensischen Dichter Mourid Barghouti verheiratet, mit dem sie einen Sohn, Tamim al-Barghouti (geb. 1977), hatte. Dieser ist inzwischen selbst ein berühmter ägyptisch-palästinensischer Dichter. Google ehrte Radua Ashur, die am 30. November 2014 ihrem Krebsleiden erlag, am 26. Mai 2018 – ihrem Geburtstag – mit einem Google Doodle.

## Werke

### Belletristik
- الرحلة: أيام طالبة مصرية في أمريكا (Die Reise: Memoiren einer ägyptischen Studentin in Amerika, arab. 1983) – ins Engl. übersetzt (The Journey: Memoirs of an Egyptian Student in America, 2018)
- حَجَر دافئ (Warmer Stein, Roman, arab. 1985)
- خديجة وسوسن (Khadija und Sawsan, Roman, arab. 1987)
- رأيت النخل (Ich sah die Dattelpalmen, Kurzgeschichten, arab. 1987)
- سراج (Siraaj, Roman, arab. 1992) – ins Engl. übersetzt (Siraaj: An Arab Tale, 2007)
- غرناطة (Granada, Roman-Trilogie, arab. 1994–95) – ins Englische, Indonesische, Norwegische (Bokmal) und Spanische übersetzt
- أطياف (Gespenster, Roman, arab. 1999) – ins Engl. übersetzt (Specters, 2010)
- تقارير السيدة راء (Die Berichte von Frau R. arab. 2001)
- قطعة من اوروبا (Ein Stück aus Europa, arab. 2003)
- فرج (Faraj, arab. 2008) – ins Engl. übersetzt (Blue Lorries, 2008)
- الطنطورية (Tantoura, Roman, arab. 2010) – ins Engl. übersetzt (The Woman from Tantoura, 2014)

### Übersetzung
- Mourid Barghouti: Midnight and Other Poems. Arc Publications, Todmorden 2008, ISBN 978-1-906570-08-8.

### Wissenschaftliche Publikationen
- The Search for a Black Poetics: A Study of Afro-American Critical Writings. Diss. University of Massachusetts, Amherst 1975.
- Gemeinsam mit Ferial J. Ghazoul und Hasna Reda-Mekdashi (Hrsg.): Arab Women Writers: A Critical Reference Guide, 1873–1999. Ins Engl. übers. von Mandy McClure. The American University in Cairo Press, Kairo 2008, ISBN 978-977-416-146-9.

## Auszeichnungen
- 1993 Buchpreis der Buchmesse Kairo für ihre Roman-Trilogie Granada
- 1995 Erster Preis der ersten Buchmesse für arabische Autorinnen für Granada
- 2007 Constantine Cavafy Prize for Literature
- 2011 Owais Prize